# Hoplothrips pedicularius
Hoplothrips pedicularius är en insektsart som först beskrevs av Alexander Henry Haliday 1836.  Hoplothrips pedicularius ingår i släktet Hoplothrips, och familjen rörtripsar. Arten är reproducerande i Sverige.